# 唐真久乃
唐真 久乃（とうま ひさの、1973年11月2日 - ）は、沖縄県出身の日本の歌手。

## 来歴
1989年8月1日、日本バナナ輸入組合による「バナナ進」のために企画された、秋元康プロデュースの3人組アイドルユニット・BANANAのメンバーとしてデビュー。当時15歳で、芸名は真知 ひさのであった。
その後芸名を唐真 久乃と改め、1996年11月21日にビクターエンタテインメントからリリースされた「LOVE & BLUE」でソロデビューを果たす。この名義でシングル2作を発表した後、1998年10月21日にto-ma名義で「Door/HEAVEN〜ゆっくり歩いて行こう〜」をリリースした。また、この頃から故郷沖縄での活動が中心になる。
2000年7月、ディアマンテスのアルベルト城間がプロデュースした3人組ラテンユニット・Rubies（ルビエス）に加入。2005年12月31日に解散するまでの間に、シングル4枚、アルバム1枚をリリースした。Rubiesでの活動当時はhisanoと名乗っていた。
Rubiesの解散後には再びソロで活動。引き続きhisano名義で活動した後、2006年11月から再び唐真 久乃名義で活動している。2009年4月25日、糸満市の観光農園うちなーファームで開催されたMESHサポートチャリティフェスティバルにアーティスト演奏者として参加した。

## ディスコグラフィ

### シングル
- LOVE & BLUE（1996年11月21日発売、ビクターエンタテインメント） - 日本テレビ『ひらめけ！発明大将軍』エンディングテーマ
- Diamond（1997年3月21日発売、ビクターエンタテインメント） - TBS『JNNスポーツ&ニュース』テーマソング
- Door/HEAVEN〜ゆっくり歩いて行こう〜（1998年10月21日発売、ビクターエンタテインメント） - to-ma名義
- TROPICALISSIMA（2000年7月24日発売） - Rubies名義
- 愛さんど〜 - Rubies名義
- a-jili-jili〜ずっといつまでも〜（2003年4月30日発売） - Rubies名義
- Life is carnival（2004年7月1日発売） - Rubies名義

### アルバム
- Rubies the best（2005年7月24日発売） - Rubies名義
- JEWEL BOX（2007年11月22日発売）

## 出演

### ラジオ番組
- CHAMIとHISANOのちょっとIN THE ROOM（エフエム沖縄）[2]
- @BBS（RBCiラジオ） - 火曜日担当（2005年10月 - 2007年3月）
- 女性ホルモンタンク（FMちゃたん/ミュージックバード）
- ハピハピ☆カラー 〜ジェリービーンズな日曜日〜（RBCiラジオ）

### テレビ番組
- 灼熱音楽サロン DEEP BEAT（沖縄テレビ）
- 沖縄楽園スタイル・うちなー亭（BS日テレ）
- 沖縄BON!!（琉球放送）
- ありんくりん沖縄（BS日テレ）